# T2ダイヤモンド
T2ダイヤモンドとは2019年に行われた卓球の大会である。

## 日程
以下の日程で大会が行われた。
第1戦：2019年7月18日-21日
第2戦：2019年11月21日-24日

## ルール
T2ダイヤモンドは以下のルールで行われた。
- 試合は7ゲームスマッチ。（4ゲーム先取した方が勝利）
- 試合開始から24分経過するまでは、1ゲームは11ポイント制。ただしデュースはない。
- 24分経過したら「プレーオフゲーム」を行う。
- 「プレーオフゲーム」は1ゲーム5ポイント制。(デュースはなし)
- 「プレーオフゲーム」が適用されたら、そのマッチの残りのゲームも「プレーオフゲーム」で行う。

## 結果
結果は以下の通り。

### 男子シングルス
| 回    | 開催地         | 優勝   | 準優勝 | 3位      |
| ----- | -------------- | ------ | ------ | -------- |
| 第1回 | ジョホールバル | 林昀儒 | 樊振東 | 許昕     |
| 第2回 | シンガポール   | 許昕   | 林昀儒 | 張本智和 |

### 女子シングルス
| 回    | 開催地         | 優勝   | 準優勝   | 3位    |
| ----- | -------------- | ------ | -------- | ------ |
| 第1回 | ジョホールバル | 朱雨玲 | 王曼昱   | 丁寧   |
| 第2回 | シンガポール   | 孫穎莎 | 伊藤美誠 | 王曼昱 |